# Жигарін Федір Олександрович
Федір Олександрович Жигарін (нар. 21 вересня 1920 — 16 листопада 1981) — радянський військовий льотчик, Герой Радянського Союзу (1943), у роки німецько-радянської війни командир ескадрильї 299-го штурмового авіаційного полку (290-а штурмова авіаційна дивізія, 3-й змішаний авіаційний корпус, 17-а повітряна армія, Південно-Західний фронт).

## Біографія
Народився 21 вересня 1920 року в селі Ольховка Сурського району Ульяновської області в селянській родині. Росіянин. Освіта середня. 
У Червоної Армії з 1938 року. У 1940 році закінчив Балашовську військово-авіаційну школу пілотів.
У боях німецько-радянської війни з лютого 1942 року. Командир ескадрильї 299-го штурмового авіаційного полку старший лейтенант Ф.О. Жигарін до серпня 1943 року здійснив 61 бойовий виліт, у повітряних боях збив 7 ворожих літаків.
8 вересня 1943 року старшому лейтенанту Федору Олександровичу Жигаріну присвоєно звання Героя Радянського Союзу з врученням ордена Леніна і медалі «Золота Зірка» (№ 1757).
Після закінчення війни продовжував службу в армії. У 1951 році закінчив Військово-Повітряну академію.
З 1954 року полковник Ф.О. Жигарін у запасі. Жив в Ульяновську. Помер 16 листопада 1981 року. Похований на кладовищі селища Сурськоє Ульяновської області.